# Ford Mustang Mach-E
Ej att förväxla med muskelbilen Ford Mustang.
Ford Mustang Mach-E är en elbil som den amerikanska biltillverkaren Ford Motor Company introducerade i november 2019.
Versioner:
| Modell      | Årsmodell | Motor          | Effekt | Vridmoment | Batterikapacitet            |
| ----------- | --------- | -------------- | ------ | ---------- | --------------------------- |
| Base        | 2021-     | 1 st elmotor   | 198 kW | 430 Nm     | 70 kWh litiumjonackumulator |
| Premium     | 2021-     | 1 st elmotor   | 216 kW | 430 Nm     | 91 kWh litiumjonackumulator |
| Premium AWD | 2021-     | 2 st elmotorer | 258 kW | 580 Nm     | 91 kWh litiumjonackumulator |
| GT          | 2022-     | 2 st elmotorer | 358 kW | 860 Nm     | 91 kWh litiumjonackumulator |